# Buergenerula biseptata
Buergenerula biseptata är en svampart som först beskrevs av Emil Rostrup, och fick sitt nu gällande namn av Hans Sydow 1936. Buergenerula biseptata ingår i släktet Buergenerula och familjen Magnaporthaceae.  Arten är reproducerande i Sverige. Inga underarter finns listade i Catalogue of Life.